# Astragalus dulungkiangensis
Astragalus dulungkiangensis es una especie de planta del género Astragalus, de la familia de las leguminosas, orden Fabales.

## Distribución
Astragalus dulungkiangensis se distribuye por China (Yunnan).

## Taxonomía
Fue descrita científicamente por P. C. Li. Fue publicado en Acta Botanica Yunnanica 11: 298 (1989).